# NGC 1190
NGC 1190 é uma galáxia lenticular (S0) localizada na direcção da constelação de Eridanus. Possui uma declinação de -15° 39' 44" e uma ascensão recta de 3 horas, 03 minutos e 26,0 segundos.
A galáxia NGC 1190 foi descoberta em 1886 por Frank Leavenworth.